# Cephalodella innesi
Cephalodella innesi är en hjuldjursart som beskrevs av Myers 1924. Cephalodella innesi ingår i släktet Cephalodella och familjen Notommatidae. Inga underarter finns listade i Catalogue of Life.